# Jérôme Becker

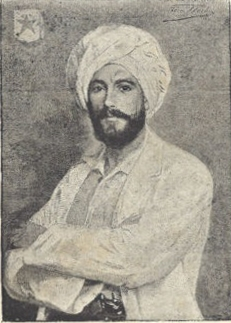
Becker in koloniaal kostuum

Jérôme Becker (Kalmthout, 1850 – Antwerpen, 1912) was een Belgisch ontdekkingsreiziger, militair en koloniaal.

## Leven
Hij leidde meerdere expedities naar Centraal-Afrika in dienst van het Belgische comité van de Association internationale africaine (AIA) en het Comité d'études du Haut-Congo (CEHC). Hij werd postoverste in Tabora. Op 25 februari 1882 stierf Jules Ramaeckers, het hoofd van de Belgische post in Karema. Becker reisde erheen om een interim te verzorgen in afwachting van diens opvolger Émile Storms. Toen deze arriveerde, viel het dorpshoofd Yassagula de Belgische post aan. Becker zette een tegenaanval op met zijn Askari's en vernielde het dorp Karema.
In oktober 1884 begon hij een mislukte onderneming: een karavaan die tot doel had om via het Tanganyikameer door te stoten naar een Arabische nederzetting op de Lualabarivier, bleef door ziekte en logistieke problemen steken in Zanzibar.
Berucht gebleven is zijn bewering dat Afrikaanse slavernij een uitstekende instelling was en dat de zwarte als slaaf gelukkiger was dan als vrij man.

## Publicaties
Becker schreef twee geïllustreerde boeken over zijn ervaringen:
- La 3ème expédition belge au Pays Noir (1883)[2]
- La vie en Afrique, ou trois ans dans l'Afrique centrale (1887)[3]

## Voetnoten
1. ↑  R. Cornevin, "Les « bienfaits » de l'esclavage arabe en Afrique orientale et centrale par le capitaine Jérôme Becker, en 1887", in: France-Eurafrique, vol. 19, nr. 184, mei 1967, p. 36-41
2. ↑  Lees op Archive.org
3. ↑  Lees op Archive.org

- Bibliothèque nationale de France: cb12588799q (data)
- Gemeinsame Normdatei: 117581410
- International Standard Name Identifier: 0000 0000 8363 640X
- Library of Congress Control Number: n86026376
- Nederlandse Thesaurus van Auteursnamen: 131239082
- Réseau des bibliothèques de Suisse occidentale: 02-A002982941
- Système universitaire de documentation: 026713675
- Virtual International Authority File: 22260774
- WorldCat: E39PBJvHbKY4vGKggfXkdkYQMP